# Милан Лаћа Радуловић
Милан Лаћа Радуловић (Београд, 28. фебруар 1986 – Тел Авив, тело пронађено 20. децембра 2022) је био српски текстописац, аранжер и композитор и син Марине Туцаковић, и композитора Александра Футе Радуловића. Преминуо је изненада у Израелу у 36. години. Сарађивао је са великим бројем певача и музичара. Његов брат Милош такође је рано умро, 2008, Често је за медије говорио о својој борби против зависности од дроге.

## Списак песама на којима је радио Лаћа Радуловић[5]
- 9000 - Жељко Самарџић
- Фаворито - Харикејн
- Нешто безобразно - Дарко Радовановић
- Сурово - Наташа Ђорђевић
- Нападам - Данијел Алибабић
- Ноћно лудило - Катарина Живковић
- Љубав је пасе, Ријалити, Седмо небо, Ела ела, Овде нам је место - Милиграм
- Нерадо, Звезда - Жељко Јоксимовић
- Аутограм - Цеца
- Адио аморе - Раста
- Ране, Хероина, Волим те - Анастасија Ражнатовић
- Фатаморгана - Северина
- Тигар - Николија
- Руине - Џејла Рамовић
- Коломбијана - Елена Китић и 2бона
- Забрањујем, 2000' , Харакири - Елена Китић
- Апокалипса - Амар Гиле
- Не волим те - Александра Радовић
- Уно бесо - Милица Тодоровић
- Хијене, Није ми до секса - Ана Николић
- Малена - Емина Јаховић и Теодора Џехверовић
- Бебе ко те ј, Кока рока - Дара Бубамара
- Риба де лукс - Милица Павловић
- Први пут. Вечност и дан, Тика така - Софија Перић
- Холивуд, Погрешна соба - Теодора Баковић
- Кревет за троје - Нина Радуловић
- Lipstick stains. She, Ugly in me - Валанс група
- Она не зна, Напоље - Марина Висковић
- Ми смо у проблему - Хана Машић
- Трокирам - Младен Трајковић
- Рунде  - Харикејн (демо оригинал песме  је требало да се нађе на албуму Јелене Карлеуше)[6]